# Quagga
Quaggaen (Equus quagga quagga) var et medlem af hestefamilien i ordenen uparrettåede hovdyr. Det er en uddød underart til almindelig zebra (Equus quagga).
Navnet stammer fra en gøende lyd den lavede. Dyrets udseende blev beskrevet som "halv hest, halv zebra", fordi kun forparten var stribet. Den var oprindelig meget almindelig i det nuværende Sydafrika, men blev senere udryddet. Det sidste eksemplar døde i Amsterdams zoologiske have i 1883.